# لي سيغل
لي سيغل (بالإنجليزية: Lee Siegel)‏ هو كاتب وصحفي أمريكي، ولد في 5 ديسمبر 1957 في ذا برونكس في الولايات المتحدة.